# Мурдок Кульдей
Мурдок Кульдей (VIII) — отшельник. Святой Католической церкви, память 5 октября.
Св. Мурдок Кульдей (Murdoc the Culdee), или Мюрдах (Murdach), последний из бардов, жил отшельником около озера в Аргильшире (Argyleshire). Демпстер (Dempster), который составил шотландскую менологию и от которого у нас имеются единственные сведения о святом, пишет о нём, как о жившем в восьмом веке или позднее.